# Johan Rühl
Johan Hendrik Willem Rühl (Amsterdam, 9 mei 1885 - Hilversum, 4 december 1972) was een Nederlands waterpolospeler.
Johan Rühl nam tweemaal deel aan de Olympische Spelen, in 1908. Hij was keeper en eindigde met het Nederlands team op de vierde plaats. In de competitie kwam Rühl uit voor Het Y uit Amsterdam.
Bouke Benenga · 
Johan Cortlever · 
Jan Hulswit · 
Eduard Meijer · 
Karel Meijer · 
Piet Ooms · 
Johan Rühl